# Моготоево езеро
Могото̀евото езеро (на руски: Моготоево озеро) е голямо солено езеро в Азиатската част на Русия, разположено в северната част на Република Якутия.
С площ от 323 km2 е най-голямото езеро в Република Якутия и 37-о по големина в Русия.
Езерото Моготоево е разположено в северната част на Яно-Индигирската низина, северозападно от делтата на река Индигирка, в близост до брега на Източносибирско море, на територията на Република Якутия, на 0 m н.в. То има лагунен произход. Бреговете му са ниски, покрити с мъхова-лишейна и храстова тундрова растителност. Бреговата му линия е с дължина 88,5 km и е слабо разчленена, като в него се вдават 4 характерни носове: Зъб, Кука, Тъп и Остър. В района е развита вечно замръзналата почва и са характерни криогенни релефни форми.
Площта на водното огледало е 323 km2 с дължина от север на юг 34 km, ширина от запад на изток 15 km. Измерване на дълбочината му не е правена.
Водосборният басейн на езерото Моготоево е 1170 km2. То се подхранва от реките Воронцов, Голяма Плитка река и Южен Моготоевски и множество малки ручеи. От северния ъгъл на езерото изтича Плитка (Моготоевска) река, вливаща се в Източносибирско море. Източно от него се намира Голямо езеро, с което се свързва с къс проток.
Подхранването на езерото е снежно-дъждовно с преобладаване на снежното. Най-високо ниво се наблюдава през юли и август, а минималното ниво е май и юни. То замръзва през септември или октомври, а се размразява през юни. В студени лета езерото не се размразява цялостно.
Богата на риба и бреговете му през краткото лято са обиталище на множество прелетни, водоплаващи птици. По бреговете и във водосборния му басейн няма населени места.

## Топографски карти
- Лист от карта R-55-V,VI устье р. Гусиная. Мащаб: 1 : 200 000. Указать дату выпуска/состояния местности.
- Лист от карта S-55-XXXV,XXXVI устье р. Богдашкина. Мащаб: 1 : 200 000. Състояние на местността към 1972 год. Издание 1989 г.